# Kogula
Kogula is een plaats in de Estlandse gemeente Saaremaa, provincie Saaremaa. De plaats heeft de status van dorp (Estisch: küla).
Tot in december 2014 behoorde Kogula tot de gemeente Kärla, daarna tot in oktober 2017 tot de gemeente Lääne-Saare en sindsdien tot de fusiegemeente Saaremaa.

## Bevolking
Het dorp had 19 inwoners op 31 december 2011 en 18 inwoners op 31 december 2021.

## Ligging
De plaats ligt aan de secundaire weg Tugimaantee 78 (Kuressaare-Veeremäe).

## Geschiedenis
Kogula werd voor het eerst genoemd in 1592 onder de naam Koggul als nederzetting op het landgoed van Paadla (Paevere).
In de Tweede Wereldoorlog lag in de omgeving van Kogula een vliegveld. In de nacht van 7 op 8 augustus 1941 vertrokken vanaf dit vliegveld vijftien Sovjet-bommenwerpers, die met succes bommen afwierpen boven Berlijn.